# Kláštorisko (szczyt)
Kláštorisko (839 m) – szczyt na płaskowyżu Glac w Słowackim Raju. Wznosi się w grzbiecie oddzielającym dolinę Hornadu i jego dopływu, potoku o nazwie Biely potok. W grzbiecie tym po wschodniej stronie Kláštoriska znajduje się jeszcze jeden wierzchołek – Čertova sihoť (822 m). Obydwa te szczyty w większości porośnięte są lasem, ale na ich stokach wznoszą się wapienne skały, w niektórych miejscach widoczne ponad koronami drzew. Stoki południowe obydwu opadają do doliny Bielego potoku i są strome, górna część stoków północnych opadających do Hornadu jest łagodna i w okolicach wierzchołka jest na nich polana Kláštorisko z ruinami klasztoru kartuzów z przełomu XIII i XIV wieku. Przez obydwa szczyty prowadzi szlak turystyczny. Z podszczytowych miejsc polany Kláštorisko roztacza się ograniczony widok.
Na szczycie Kláštorisko znajduje się przekaźnik telekomunikacyjny.
Szlak turystyczny
  Čingov – Lesnica, ústie – Biely potok, ústie – Čertova sihoť –  Kláštorisko – Suchá Belá, záver – Glac, Malá poľana – Malá poľana. Czas przejścia: 3.40 h, 3. 10 h